# جوردن روميرو
جوردن روميرو (بالإنجليزية: Jordan Romero)‏ هو كاتب أمريكي، ولد في 12 يوليو 1996 في ريدلاندس في الولايات المتحدة.

## وصلات خارجية
- الموقع الرسمي
- جوردن روميرو على موقع الموسوعة البريطانية (الإنجليزية)